# Hitte/Harara
Hitte/Harara is een Nederlandse telefilm uit 2008 van Lodewijk Crijns, geschreven door Rosan Dieho gebaseerd op een krantenartikel over twee vrouwen die na terugkomst uit Marokko door de Nederlandse politie worden aangehouden vanwege een vreemde vondst in hun auto.

## Verhaal
De vriendinnen Nancy (Bracha van Doesburgh) en Raja (Nabila Marhaben) gaan met de auto naar Marokko om spullen te kopen voor hun nieuwe henna- en nagelstudio. In Marokko ontmoeten ze Miloud, een homo die naar zijn vriend in Nederland wil. Hij vraagt hun om hem te verstoppen in hun auto om hem naar Nederland mee te smokkelen. Dit doen ze na veel twijfel. Miloud overlijdt in de boot naar Spanje. De vriendinnen besluiten erover te zwijgen totdat Milouds vriend Michael belt. Het meesmokkelen van Miloud zorgt voor een breuk in hun vriendschap. Ze stoppen uiteindelijk met de henna- en nagelstudio en Nancy gaat naar vrienden in Duitsland.

## Rolverdeling
| Acteur               | Personage  | Opmerkingen |
| -------------------- | ---------- | ----------- |
| Bracha van Doesburgh | Nancy      | hoofdrol    |
| Nabila Marhaben      | Raja       | hoofdrol    |
| Fehd El Ouali        | Miloud     |             |
| Horace Cohen         | Jacco      |             |
| Dragan Bakema        | Michael    |             |
| Nadia Abdelouafi     | Nouria     |             |
| Walid Benmbarek      | Rachid     |             |
| Abdullah El Baoudi   | Habib      |             |
| Sabri Saad El Hamus  | Abdel      |             |
| Wimie Wilhelm        | Emma       |             |
| Soraya Ghallouch     | Zusje Raja |             |

## Pers
- De Volkskrant: 'Een spannende thriller (-) misschien wel de meest geslaagde van deze lichting telefilms.'
- Het Parool: 'Intrigerende film.'
- VPRO Gids: 'Spannend verhaal, met vaart verfilmd, en met een goede Bracha van Doesburgh.'
- VARA TV Magazine: 'Als kijker word je telkens op het verkeerde been gezet (-) Wat vooral knap is, is het levensechte acteren van de twee hoofdrolspelers.'